# Maike Balthazar
Maike Balthazar (geboren am 12. April 1962 in Esens als Maike Becker) ist eine Handballspielerin und Handballtrainerin.

## Vereinskarriere
Unter ihrem Geburtsnamen spielte sie Handball beim TuS Esens, beim MTV Aurich und ab 1980 beim VfL Oldenburg. Später war sie noch beim TuS Walle Bremen und dem Harpstedter TB aktiv. Mit dem Team aus Oldenburg gewann sie im Jahr 1981 den DHB-Pokal.

## Nationalmannschaft
Sie bestritt 39 Länderspiele für die deutsche Nationalmannschaft. Mit dem Aufgebot des Deutschen Handballbundes nahm sie an der Weltmeisterschaft 1982 und den Olympischen Sommerspielen 1984 teil.

## Trainerin
Als Trainerin war sie von 2002 bis 2011 beim VfL Oldenburg tätig, von 2002 bis 2006 als Co-Trainerin des Bundesligateams und von 2006 bis 2011 als Jugendkoordinatorin. Von 2002 bis 2011 war sie zudem Jugendnationaltrainerin beim Deutschen Handballbund. Im Jahr 2011 wurde sie Nachwuchs-Cheftrainerin bei Bayer 04 Leverkusen, dort blieb sie bis Juni 2013. Ab dem 1. April 2014 war sie als hauptamtliche Handball-Nachwuchstrainerin und Jugendkoordinatorin beim SV Werder Bremen tätig. Im Dezember 2017 übernahm sie den Trainerposten beim VfL Oldenburg.

## Privates
Nach dem Abitur im Jahr 1981 studierte sie von 1981 bis 1983 für das Lehramt Mathematik und Sport, von 1984 bis 1988 machte sie eine Ausbildung zur staatlich anerkannten Erzieherin und war von 1988 bis 1999 als Erzieherin tätig. Sie ist Sport- und Bewegungstherapeutin.